# 高净值人士
高净值人士（HNWI）是金融服务行业的某些部门所使用的一个术语，用于指代其可投资财富（如股票和债券等资产）超过给定金额的人。通常，这些人被定义为持有价值超过100万美元的金融资产（不包括其主居所价值）。  “超高净值人士”(VHNWI)可以指资产净值至少为500万美元的人。  根據凱捷《2020年世界财富報告》，極高淨值人士（UHNWI）的定義是擁有3000萬美元以上的流動金融資產或2000萬美元以上的可支配收入。截至2020年6月，全球估計有1300萬高淨值人士。在所有國家中，美國擁有最多的高淨值人士（約470萬），而在所有城市中，紐約市擁有最多的高淨值人士（約34.8萬）。

## 美国：SEC规定
美国证券交易委员会要求所有SEC注册的投资顾问定期提交一份称为“ADV表格”的报告。  ADV表格要求每位投资顾问说明其客户中有多少是“高净值人士”，以及其他详细信息；其术语表解释说，“高净值人士”是指至少有100万美元由所报告的投资顾问管理的人，或者该投资顾问有理由相信其净资产超过2,000,000美元的人（或者是满足1940年《投资公司法》第2（a）（51）（A）条中定义的“合格购买者”）。SEC所定义的高净值人士，其净资产可能包括与其配偶共同持有的资产。与金融和银行业中使用的定义不同； SEC对高净值人士的定义包括个人可核实的非金融资产的价值，例如其主要住所或艺术品。 

## 世界年度财富报告
《世界财富报告》是由美林（Merrill Lynch）和凯捷（Capgemini ）共同出版的，该报告以“成功地为这一细分市场服务”为由对“高净值人士的需求”进行了调查。他们的第一份年度《世界财富报告》于1996年发表。  《世界财富报告》将高净值人士定义为拥有至少100万美元资产（不包括其主居所价值）的人，极高净值人士定义为具有至少3000万美元资产（不包括其主居所价值）的人。 报告指出，2008年全球有860万高净值人士，比2007年下降了14.9％。全球高净值人士的财富总额为32.8万亿美元，比2007年减少19.5％。极高净值人士遭受的损失更大，人口规模减少了24.6％，累积财富减少了23.9％。该报告修订了其2007年的预测，即到2012年高净值人士的金融财富将达到59.1万亿美元，并将这一数字向下修正为2013年的高净值人士财富价值为48.5万亿美元，年增长率为8.1％。 
凯捷（Capgemini）和加拿大皇家银行财富管理公司（ RBC Wealth Management ）联合编制了《 2018年世界财富报告》  ，其中首次包括了与Scorpio Partnership合作制作的《全球富裕人士洞察力全球调查》。 此次调查是对高净值人士进行的规模最大，最深入的一次调查，调查覆盖了北美，拉丁美洲，欧洲，亚太地区，中东，和非洲。
| 高净值人士财富分布（按地区） | 高净值人士财富分布（按地区） | 高净值人士财富分布（按地区） |
| 地区                         | 高净值人士                   | 高净值人士财富               |
| ---------------------------- | ---------------------------- | ---------------------------- |
| 全球                         | 1700万                       | 46.2万亿美元                 |
| 亚太                         | 607万                        | 20.56万亿美元                |
| 北美                         | 568万                        | 19.58万亿美元                |
| 欧洲                         | 480万                        | 15.35万亿美元                |
| 中东                         | 69万                         | 2.59万亿美元                 |
| 拉丁美洲                     | 61万                         | 8.43万亿美元                 |
| 非洲                         | 17万                         | 1.58万亿美元                 |

《世界财富报告》估算了高净值人士的数量和可投资财富，其总额如下（使用美国消费者物价指数（CPI）通胀计算器）： 
| 年份 | 高净值人士数量 （百万） | 高净值人士财富 （万亿美元） | 1996年1月，USD （万亿美元） |
| ---- | ----------------------- | --------------------------- | --------------------------- |
| 1996 | 4.5                     | 16.6                        | 16.6                        |
| 1997 | 5.2                     | 19.1                        | 18.54                       |
| 1998 | 5.9                     | 21.6                        | 20.6                        |
| 1999 | 7.0                     | 25.5                        | 24.0                        |
| 2000 | 7.2                     | 27.0                        | 24.7                        |
| 2001 | 7.1                     | 26.2                        | 23.1                        |
| 2002 | 7.3                     | 26.7                        | 23.3                        |
| 2003 | 7.7                     | 28.5                        | 24.2                        |
| 2004 | 8.2                     | 30.7                        | 25.6                        |
| 2005 | 8.7                     | 33.3                        | 27.0                        |
| 2006 | 9.5                     | 37.2                        | 29.0                        |
| 2007 | 10.1                    | 40.7                        | 31.1                        |
| 2008 | 8.6                     | 32.8                        | 24.0                        |
| 2009 | 10.0                    | 39.0                        | 28.5                        |
| 2010 | 10.9                    | 42.7                        | 30.4                        |
| 2011 | 11.0                    | 42.0                        | 29.5                        |
| 2012 | 12.0                    | 46.2                        | 31.5                        |
| 2013 | 13.7                    | 52.6                        | 35.3                        |
| 2014 | 14.7                    | 56.4                        | 37.2                        |
| 2015 | 15.4                    | 58.7                        | 38.8                        |
| 2016 | 16.5                    | 63.5                        | 41.4                        |
| 2017 | 18.1                    | 70.2                        | 44.6                        |
| 2018 | 18.0                    | 68.1                        | 42.4                        |
| 2019 | 19.6                    | 74.0                        | 45.4                        |

## 市场
某些产品是为了满足高净值人士的需求，例如，豪宅，游艇，头等舱机票和私人飞机，以及个人雨伞保险，这些人群会大量消费奢侈品和服务。 由于经济增长使中产阶级能够负担得起历史上昂贵的商品，因此购买趋向于无形产品，例如教育。 截至2017年，特约医疗在美国已成为一种新兴趋势。 

### 银行和金融
大多数全球银行，例如桑坦德银行，巴克莱银行，法国巴黎银行，花旗银行，瑞士信贷，德意志银行，汇丰银行，摩根大通和瑞银，都有独立的业务部门，其指定团队由专门为超高净值人士提供的客户顾问和产品专家组成。这些客户通常被认为具有类似于机构投资者的特征，因为他们的净资产和当前收入的绝大部分来自被动收入，而不是劳动力。

### 杂志
某些杂志，例如Monocle ，  Robb Report ， 和Worth等，都是为高净值受众设计的。

### 零售
Bentley ， Maybach和Rolls-Royce等各个行业的品牌积极瞄准极高净值人士和高净值人士来销售他们的产品。罗尔斯·罗伊斯（Rolls-Royce）研究人员在2006年提出，全球有80,000人属于极高净值人士。 极高净值人士个人“平均拥有8辆汽车和3到4座房产。四分之三的人拥有喷气式飞机，大多数人拥有游艇。” 

## 高净值人士数量（按城市排名）
根据《 2019年全球财富迁移评论》，以下是截至2018年12月富裕人士数量最多的城市清单。 
| 排名 | 城市       | 高净值人士数量 （2018） |
| ---- | ---------- | ----------------------- |
| 1个  | 纽约市     | 377,000                 |
| 2    | 伦敦       | 318,000                 |
| 3    | 东京       | 315,000                 |
| 4    | 香港       | 236,000                 |
| 5    | 新加坡     | 222,000                 |
| 6    | 旧金山湾区 | 220,000                 |
| 7    | 洛杉矶     | 191,000                 |
| 8    | 芝加哥     | 147,000                 |
| 9    | 北京       | 142,000                 |
| 10   | 上海       | 139,000                 |

## 高净值人士移民国家
根据非洲开发银行与新世界财富合作发布的年度报告，下表显示了2018年和2017年高净值人士净流入最多的国家。该报告不包括饱受战争的叙利亚，利比亚和伊拉克国家，因为这些国家的数据不可靠。 
| 排名 | 国家        | 高净值人士流入数（2018） | 高净值人士流入数（2017） |
| ---- | ----------- | ------------------------ | ------------------------ |
| 1个  |             | 12,000                   | 10,000                   |
| 2    | 美国        | 10,000                   | 9,000                    |
| 3    | 加拿大      | 4,000                    | 5,000                    |
| 4    | 瑞士        | 3,000                    | 2,000                    |
| 5    | 阿联酋      | 2,000                    | 5,000                    |
|      | 加勒比诸国* | 2,000                    | 3,000                    |
| 6    | 新西兰      | 1,000                    | 1,000                    |
|      | 新加坡      | 1,000                    | 1,000                    |
|      | 以色列      | 1,000                    | 2,000                    |
|      | 葡萄牙      | 1,000                    | --                       |
|      | 希腊        | 1,000                    | --                       |
|      | 西班牙      | 1,000                    | --                       |
| 7    | 摩納哥      | 100+                     | --                       |
|      | 馬爾他      | 100+                     | --                       |
|      | 模里西斯    | 100+                     | --                       |
|      | 拉脫維亞    | 100+                     | --                       |
|      | 香港        | 100+                     | --                       |

加勒比海地区包括百慕大，开曼群岛，维尔京群岛，圣巴特群岛，安提瓜，圣基茨和尼维斯等。注：数字四舍五入至最接近的1000。资料来源：亚非银行-《 2018年和2019年全球财富迁移评论》

下表显示了2017年富裕人士净流出最高的国家。
| 排名 | 国家         | 高净值人士流出数（2018） | 高净值人士流出数（2017） |
| ---- | ------------ | ------------------------ | ------------------------ |
| 1个  | 中國         | 15,000                   | 10,000                   |
| 2    | 俄羅斯       | 7,000                    | 3,000                    |
| 3    | 印度         | 5,000                    | 7,000                    |
| 4    | 土耳其       | 4,000                    | 6,000                    |
| 5    | 法國         | 3,000                    | 4,000                    |
|      | 英国         | 3,000                    | 4,000                    |
| 6    | 巴西         | 2,000                    | 2,000                    |
| 7    | 沙烏地阿拉伯 | 1,000                    | 1,000                    |
|      | 印度尼西亞   | 1,000                    | 2,000                    |
| 8    | 奈及利亞     | 100+                     | 1,000                    |
|      | 委內瑞拉     | 100+                     | 1,000                    |
|      | 乌克兰       | 100+                     | --                       |
|      | 埃及         | 100+                     | --                       |
|      | 黎巴嫩       | 100+                     | --                       |
|      | 伊朗         | 100+                     | --                       |

注意：数字四舍五入至最接近的1000。资料来源：亚非银行-《 2018年和2019年全球财富迁移评论》

## 资产管理趋势的学术研究
沃顿全球家庭联盟（WGFA）白皮书于2008年发布，旨在研究美国和欧洲个人和家庭财富管理机构的投资策略。 这项研究被分为资产少于10亿美元和资产超过10亿美元的两个小组。研究发现，与欧洲同行相比，美国家庭对投资目标的态度更为激进。 WGFA研究的一项建议指出，服务于此领域的顾问和家庭财富管理机构应避免投资组合结构的复杂化。作者指出，投资组合和持股越复杂，监管，汇报和教育的工作就越困难。富裕家庭及其顾问的同行网络组织私人投资者协会（Institute for Private Investors）提出了与2008年其会员资格类似的主题，主题为“回归简单”。  Kotak财富管理和CRISIL Research，发表了有关印度超高净值人士的报告，题为“金字塔报告之首”。 

## 更多参考
- 亿万富翁
- 超高净值个人
- 百万富翁
- 中产阶级
- 全球资产管理
- 高階主管
- 專業人士
- 政治学
- 政治人物
- 财富
- 国民财富
- 按成年人平均财富划分的国家列表
- 经济不平等